# Valerato de estradiol
El valerato de estradiol, que se vende para uso oral bajo la marca Progynova y para uso inyectable bajo las marcas Delestrogen y Progynon Depot, entre otras, es un medicamento de estrógeno. Se utiliza en terapia hormonal para los síntomas de la menopausia y niveles bajos de estrógeno, terapia hormonal para personas transgénero y en anticonceptivos hormonales. También se utiliza en el tratamiento del cáncer de próstata. El medicamento se toma por vía oral o mediante inyección intramuscular o subcutánea una vez cada 1 a 4 semanas.
Los efectos secundarios del valerato de estradiol incluyen mastalgia, agrandamiento de los senos, náuseas, cefalea y retención de líquidos. El valerato de estradiol es un estrógeno y, por tanto, es un agonista del receptor de estrógeno, el objetivo biológico de los estrógenos como el estradiol. Es un éster de estrógeno y un profármaco del estradiol en el cuerpo. Por ello, se considera una forma natural y bioidéntica de estrógeno.
El valerato de estradiol se describió por primera vez en 1940 y se introdujo para uso médico en 1954. Junto con el cipionato de estradiol, es uno de los ésteres de estradiol más utilizados. El valerato de estradiol se utiliza en los Estados Unidos, Canadá, Europa y en gran parte del resto del mundo. Está disponible como medicamento genérico.

## Contraindicaciones
Las contraindicaciones de los estrógenos incluyen problemas de coagulación, enfermedades cardiovasculares, enfermedades hepáticas y ciertos cánceres sensibles a hormonas como el cáncer de mama y el cáncer de endometrio, entre otros.

## Efectos secundarios
Los efectos secundarios del valerato de estradiol son los mismos que los del estradiol. Ejemplos de tales efectos secundarios incluyen sensibilidad y agrandamiento de los senos, náuseas, hinchazón, edema, dolor de cabeza y melasma. La terapia con estrógenos en dosis altas con inyecciones de valerato de estradiol también puede causar un mayor riesgo de tromboembolismo, cambios en el perfil lipídico en sangre, aumento de la resistencia a la insulina y aumento de los niveles de prolactina.

## Historia
El valerato de estradiol fue patentado por Ciba en 1940 y 1941, con una fecha de prioridad de 1936. Fue sintetizado y estudiado, junto con una variedad de otros ésteres de estradiol, por Karl Junkmann de Schering AG en 1953. El medicamento se introdujo por primera vez para uso médico mediante inyección intramuscular en 1954 por Schering en Europa bajo la marca Progynon Depot, y por Squibb en los Estados Unidos bajo la marca Delestrogen. En 1966, Schering introdujo el valerato de estradiol oral para uso médico en Europa bajo la marca Progynova. En 1967 se publicó un informe sobre su metabolismo. Se ha afirmado que la esterificación del estradiol, como en el valerato de estradiol, mejora su estabilidad metabólica con la administración oral. En 1968, se introdujeron por primera vez preparaciones micronizadas de valerato de estradiol oral bajo las marcas Progynova 21 y Progynova 21 mite. Junto con el benzoato de estradiol (1933) y el cipionato de estradiol (1952), el valerato de estradiol es uno de los ésteres de estradiol más utilizados.

## Sociedad y cultura

### Nombres genéricos
El valerato de estradiol es el nombre genérico del medicamento y su denominación común internacional (INN), nombre adoptado en Estados Unidos (USAN), nombre británico aprobado (BAN) y nombre japonés aceptado (JAN).

### Nombres de marca
El valerato de estradiol se ha comercializado bajo las marcas Altadiol, Androtardyl-Oestradiol, Ardefem, Climaval, Cyclabil, Cyclocur, Deladiol, Delahormone Unimatic, Delestrogen, Delestrogen 4X, Depogen, Diol-20, Dioval, Ditate, Dura-Estate, Dura-Estradiol. , Duratrad, Duragen, Estate, Estra-L, Estradiol Depot, Estraval, Estraval Depot, Estraval PA, Estravel, Femogen, Femogex, Gynogen L.A., Gynokadin, Lastrogen, Menaval, Merimono, Neofollin, Nuvelle, Oestrogynal, Ostrin Depo, Pelanin, Pharlon, Postoval, Primogyna, Primogyn, Primogyn Depot, Progynon, Progynon Depot, Progynova, Repestrogen, Repo-Estra, Reposo-E, Retestrin, Ronfase, Span-Est, Testaval y Valergen, entre otras. Neofollin es una solución oleosa de valerato de estradiol.

### Nombres coloquiales
En 2021 fue acuñado el término "yass pills" (traducido como «pastillas de yass»), que inicialmente no tenía significado, sin embargo posteriormente comenzó a ser utilizado para referirse a las píldoras de valerato de estradio que toman las personas trans para inducir la pubertad femenina. El meme se origina en una publicación viral de Twitter que incluye una imagen del personaje de Padre de familia, Lois Griffin junto a varias pastillas azules con la leyenda "yass pills".

### Disponibilidad
El valerato de estradiol oral se utiliza principalmente en Europa, bajo la marca Progynova. Aunque el valerato de estradiol oral estaba disponible anteriormente en los Estados Unidos, ya no está disponible en este país excepto en combinación con dienogest como anticonceptivo oral combinado (bajo la marca Natazia). El valerato de estradiol mediante inyección intramuscular está disponible bajo la marca Delestrogen en los Estados Unidos y Canadá, y bajo la marca Progynon Depot en Europa y otras partes del mundo.